# Jetak (Montong)
Jetak is een bestuurslaag in het regentschap Tuban van de provincie Oost-Java, Indonesië. Jetak telt 6901 inwoners (volkstelling 2010).